# 新疆生产建设兵团第九师一六六团
新疆生产建设兵团第九师一六六团是中华人民共和国新疆生产建设兵团第九师下辖的一个团。

## 行政区划
新疆生产建设兵团第九师一六六团下辖以下单位：
团部、一连、二连、三连、四连、五连、六连、七连、八连、九连、十连、十一连、十二连、十三连和牧二连。